# Răzvan Raț
Răzvan Dincă Raț (Piatra-Olt, 26 mei 1981) is een Roemeens voormalig voetballer die bij voorkeur als verdediger speelde. Raț debuteerde in 2002 in het Roemeens voetbalelftal, waarmee hij speelde op het EK 2008 en EK 2016.
Raț debuteerde in 1998 bij Rapid Boekarest en is vooral bekend van zijn tienjarige periode (2003-2013) bij Sjachtar Donetsk waar hij ook aanvoerder werd. In het seizoen 2013/14 speelde Raț voor West Ham United. Hij verruilde in augustus 2015 PAOK Saloniki voor Rayo Vallecano waar zijn contract op 31 januari 2018 ontbonden werd. In maart van dat jaar sloot hij aan bij ACS Poli Timișoara waar hij in de zomer van 2018 zijn loopbaan beëindigde.

## Erelijst
| Competitie             |                 |                                                               |                 |                 |
| Competitie             | Aantal          | Jaren                                                         |                 |                 |
| Rapid Boekarest        | Rapid Boekarest | Rapid Boekarest                                               | Rapid Boekarest | Rapid Boekarest |
| ---------------------- | --------------- | ------------------------------------------------------------- | --------------- | --------------- |
| Kampioen Liga 1        | 2x              | 1998/99, 2002/03                                              |                 |                 |
| Beker van Roemenië     | 1x              | 2001/02                                                       |                 |                 |
| Roemeense supercup     | 1x              | 2003                                                          |                 |                 |
| Sjachtar Donetsk       |                 |                                                               |                 |                 |
| UEFA Cup               | 1x              | 2009                                                          |                 |                 |
| Kampioen Vysjtsja Liha | 7x              | 2004/05, 2005/06, 2007/08, 2009/10, 2010/11, 2011/12, 2012/13 |                 |                 |
| Beker van Oekraïne     | 5x              | 2003/04, 2007/08, 2010/11, 2011/12, 2012/13                   |                 |                 |
| Oekraïense supercup    | 4x              | 2005, 2008, 2010, 2012                                        |                 |                 |